# Луцій Егнацій Віктор
Луцій Егнацій Віктор (лат. Lucius Egnatius Victor; помер після 207) — давньоримський військовий і державний діяч, який обіймав не пізніше 206 посаду консула-суфекта.

## Життєпис
Походив з етруського роду Егнацій, який, можливо, мав нумідійське або віфінське коріння. Імовірно, його батьком був філософ Авл Егнацій Прісцілліан, а братами - Авл Егнацій Прокул і Квінт Егнацій Прокул.
До 207 обіймав посаду консула-суфекта. У 207 перебував на посаді легата-пропретора Верхньої Панонії. Його синами були, мабуть, консули-суфекти Луцій Егнацій Віктор Лолліан та Егнацій Віктор Марініан, а дочкою, можливо, дружина імператора Валеріана Егнація Марініана. Дружина Луція Егнація, ймовірно, була дочкою Квінта Гедія Руфа Лолліана Гентіана.